# Lys de Florence
Le lys de Florence (il Giglio di Firenze en italien) est le blason depuis le XIe siècle, à base de fleur de lis de gueules (rouge en héraldique) sur écu à champ argent (blanc en héraldique), de la ville de Florence (Firenze en italien, Florentia, la Ville de la fleur en latin), chef-lieu de la Toscane en Italie.
L'emblème n'est donc pas un lys mais en réalité un iris horticole.  En effet, les iris étant abondants le long de la Lys, il est parfois appelé fleur de Lys.

## Historique
Selon la tradition, en 59 av. J.-C., durant la période de la Rome antique, la cité de Florence est fondée en Toscane au bord de l'Arno sur des terres abondamment fleuries de lis (des iris en réalité, histoire de Florence).

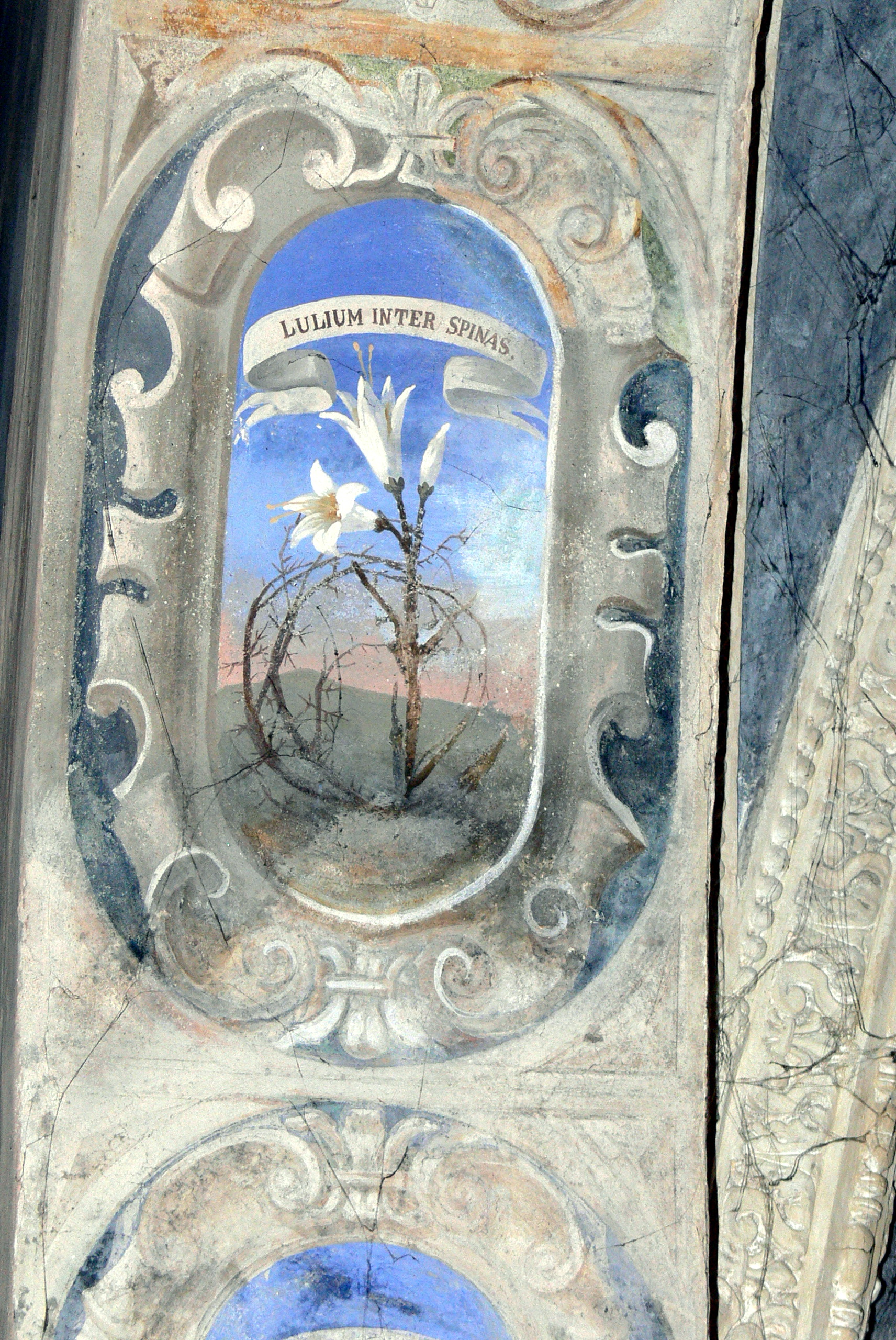
Fleur de lis entre les épines, symbole de la Vierge Marie, Ermitage de Santa Caterina del Sasso, lac Majeur.
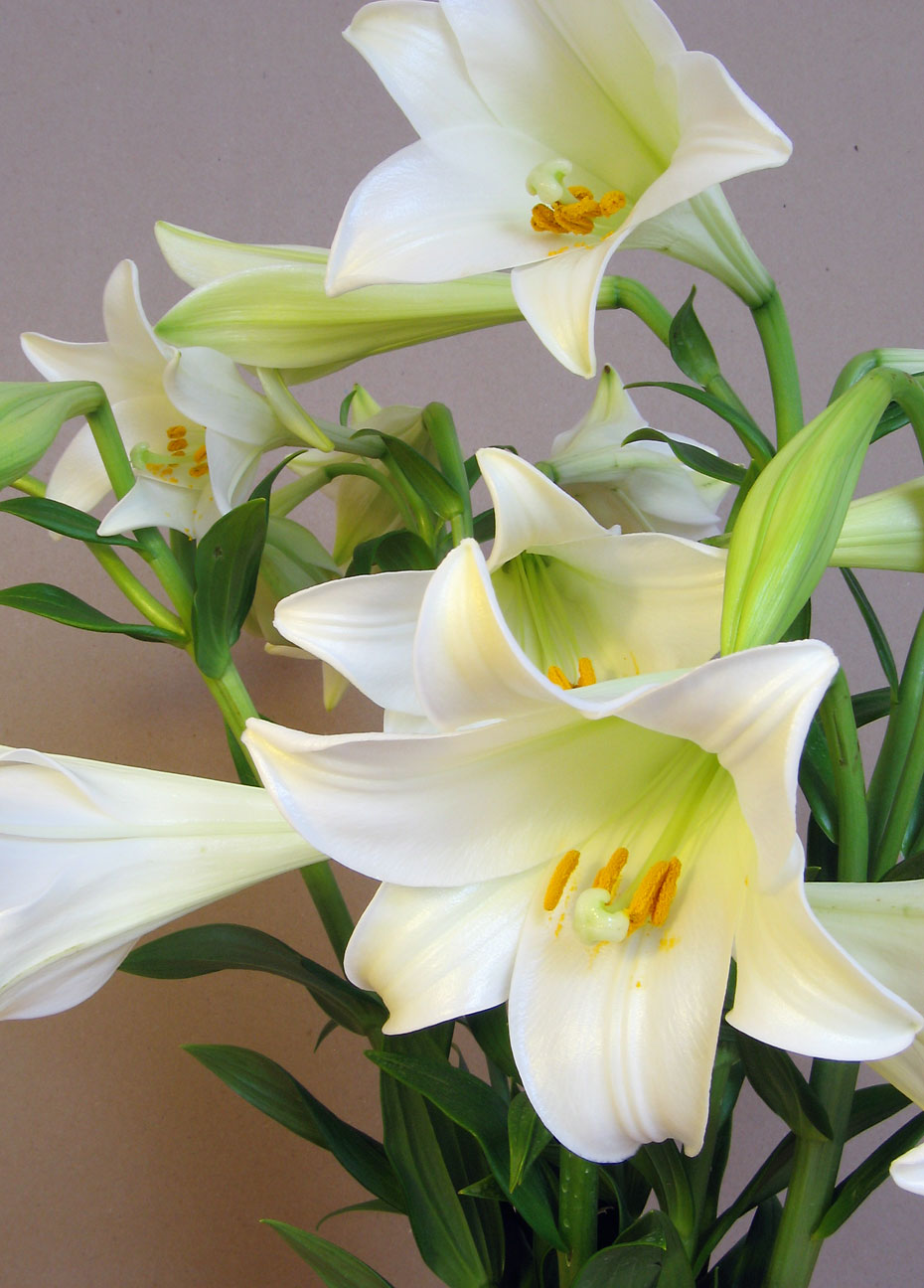
Fleurs de lis.
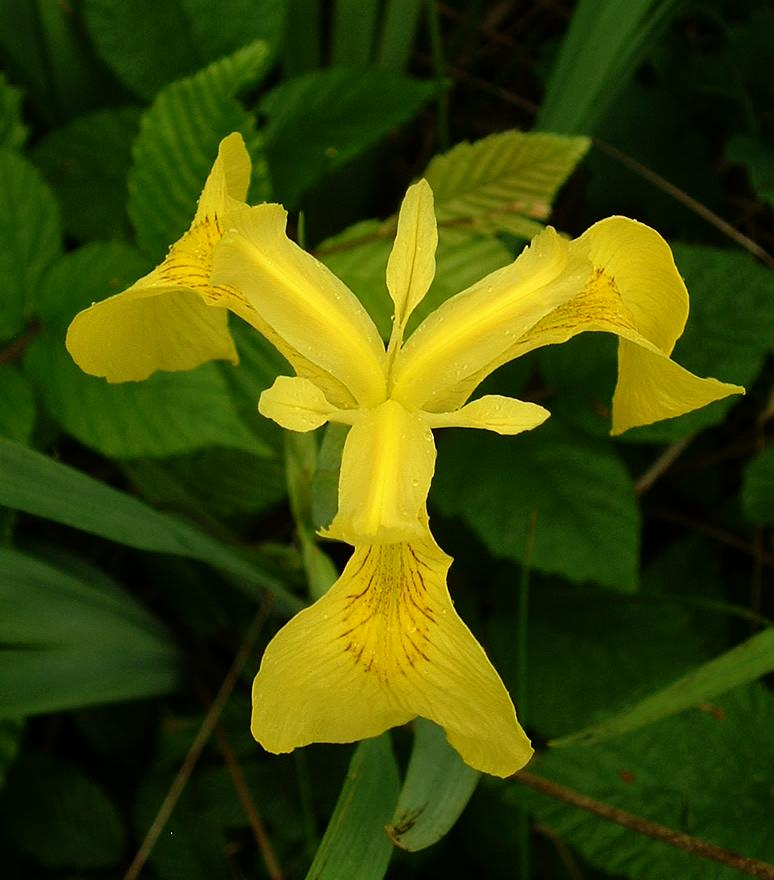
Fleur d'Iris.
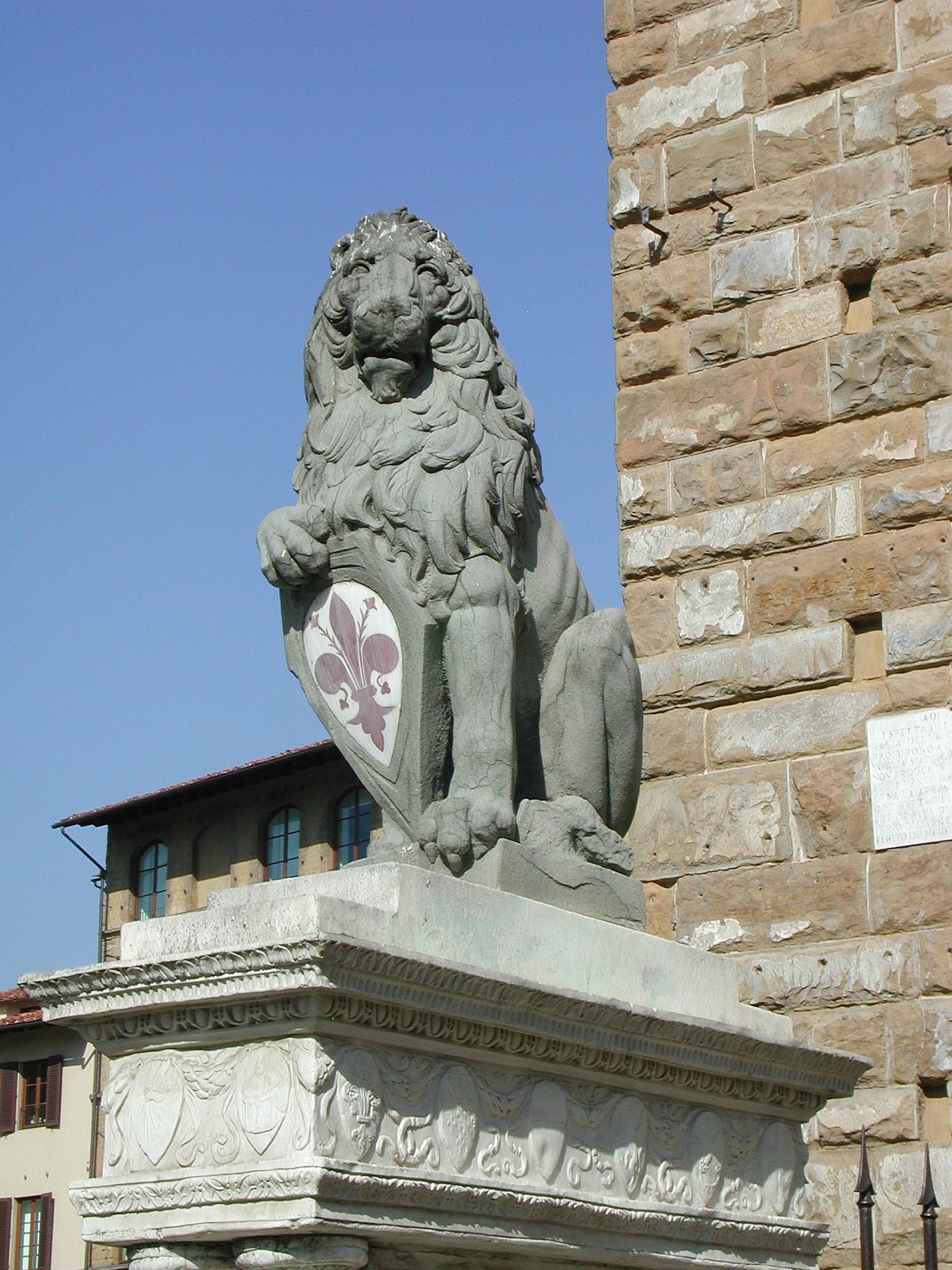
Marzocco de Donatello, piazza della Signoria, symbole du pouvoir populaire des Florentins.

En 1266 à la suite de la bataille de Montaperti entre Guelfes et Gibelins, le lion et la fleur de lis de gueules sur champ argent des Guelfes (partisans des papes) deviennent les emblèmes de Florence lorsque ceux-ci prennent définitivement le pouvoir de la cité aux Gibelins (partisans de la maison de Hohenstaufen du Saint-Empire romain germanique avec pour animal-emblème une aigle impériale et la fleur de lis argent sur fond rouge).

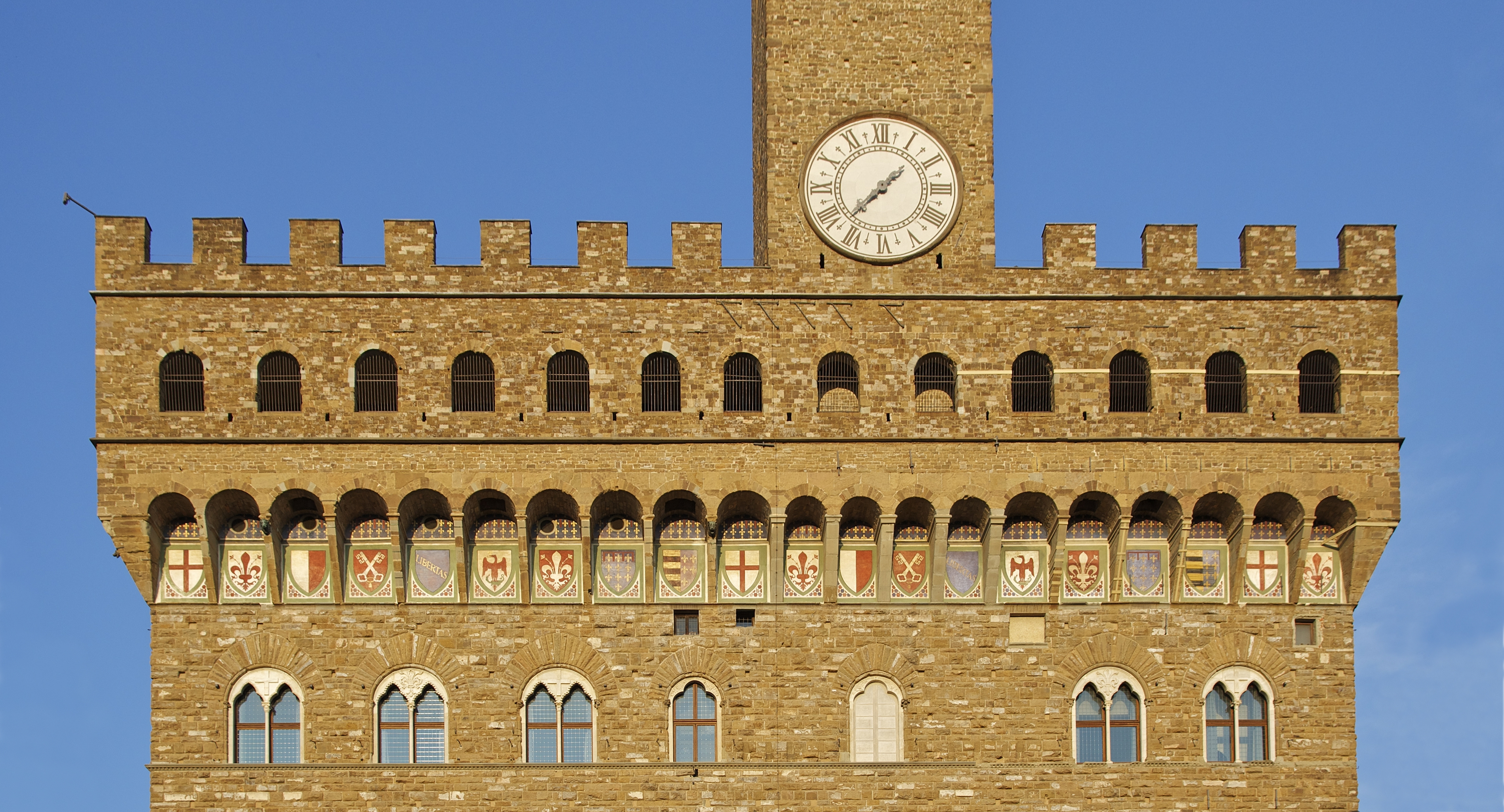
Palazzo Vecchio : emblèmes avec lis blanc sur fond rouge des Gibelins et emblèmes avec lis rouge sur fond blanc des Guelfes.

## Description héraldique
Champ argent au lys de gueules florencé (le lys qui a des boutons entre ses fleurons est dit fleuri ou florencé).

## Symbolique
Sous des formes diverses, le lys est avant tout un symbole phallique, marquant la puissance. La fleur de lis est traditionnellement considérée comme « plante royale » et « reine des fleurs ».
Mais le lys blanc est aussi un symbole marial, marquant la pureté d'ordre divin de la Vierge Marie, cette dernière étant considérée comme protectrice des rois et comme principale médiatrice entre Dieu et l'humanité.
Le lis de Florence est distinct des lis de l'emblème des rois de France (Lys de l'emblème des Rois de France, armorial des Capétiens).

## Représentation
Le Marzocco (lion avec écusson et lis de Florence) symbolise le pouvoir populaire des Florentins (les Lions Médicis symbolisant la puissance et la richesse de la famille de Médicis).
Au XIIIe siècle le duomo ou cathédrale Santa Maria del Fiore (Sainte Marie de la Fleur) de la piazza del Duomo, est nommé ainsi en rapport au lis, symbole marial de Florence.

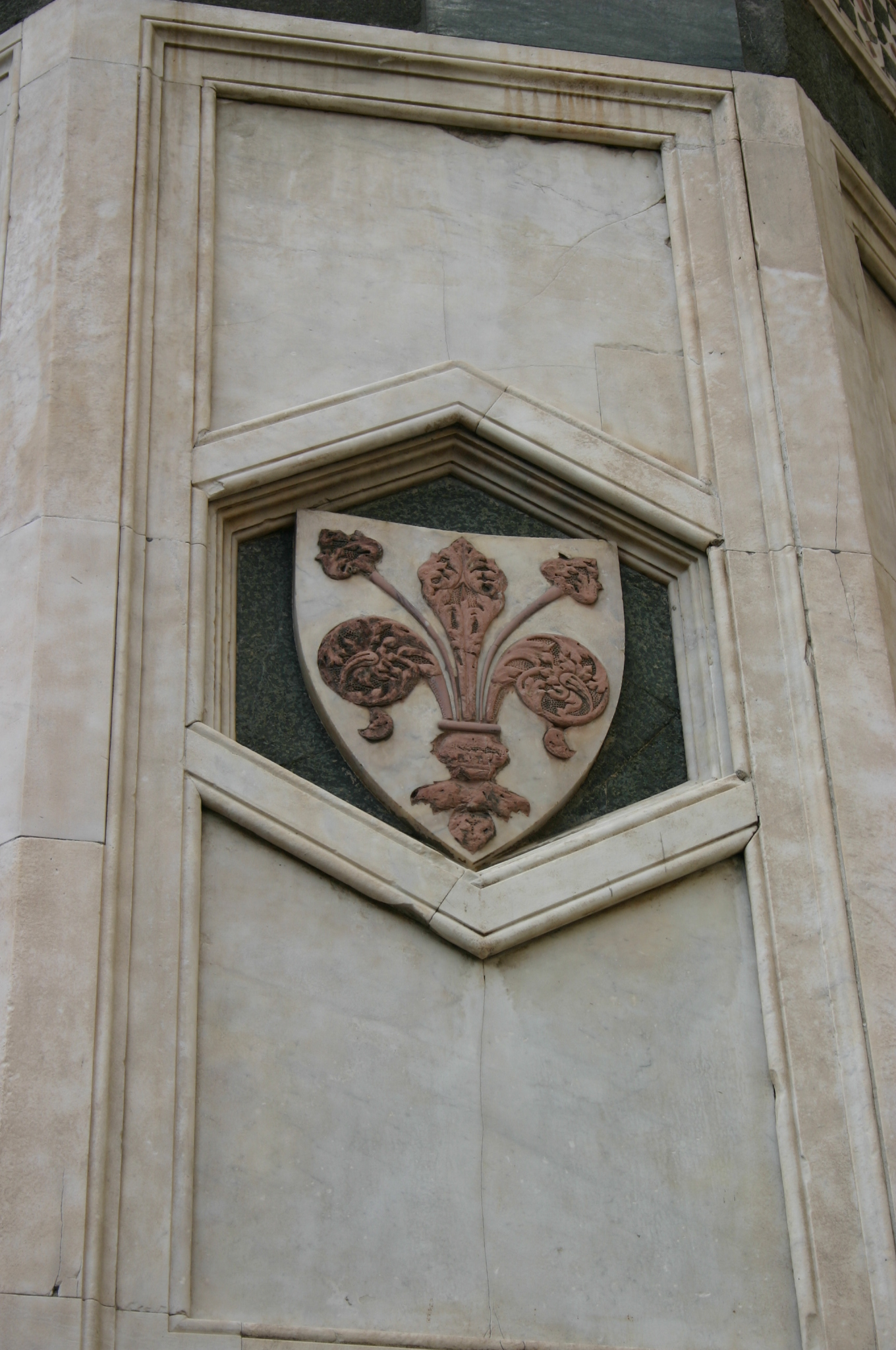
Lis de Florence du campanile de Giotto de la cathédrale Santa Maria del Fiore.
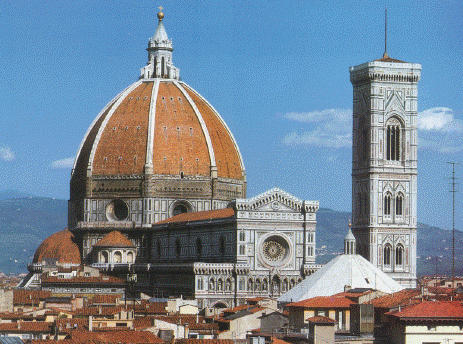
La cathédrale Santa Maria del Fiore (Sainte Marie de la Fleur) et le campanile de Giotto.
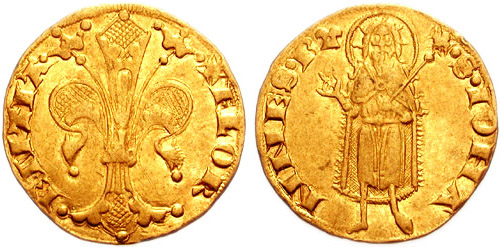
Face et avers avec le lis de Florence des florins de 1347 sous le règne des Médicis.
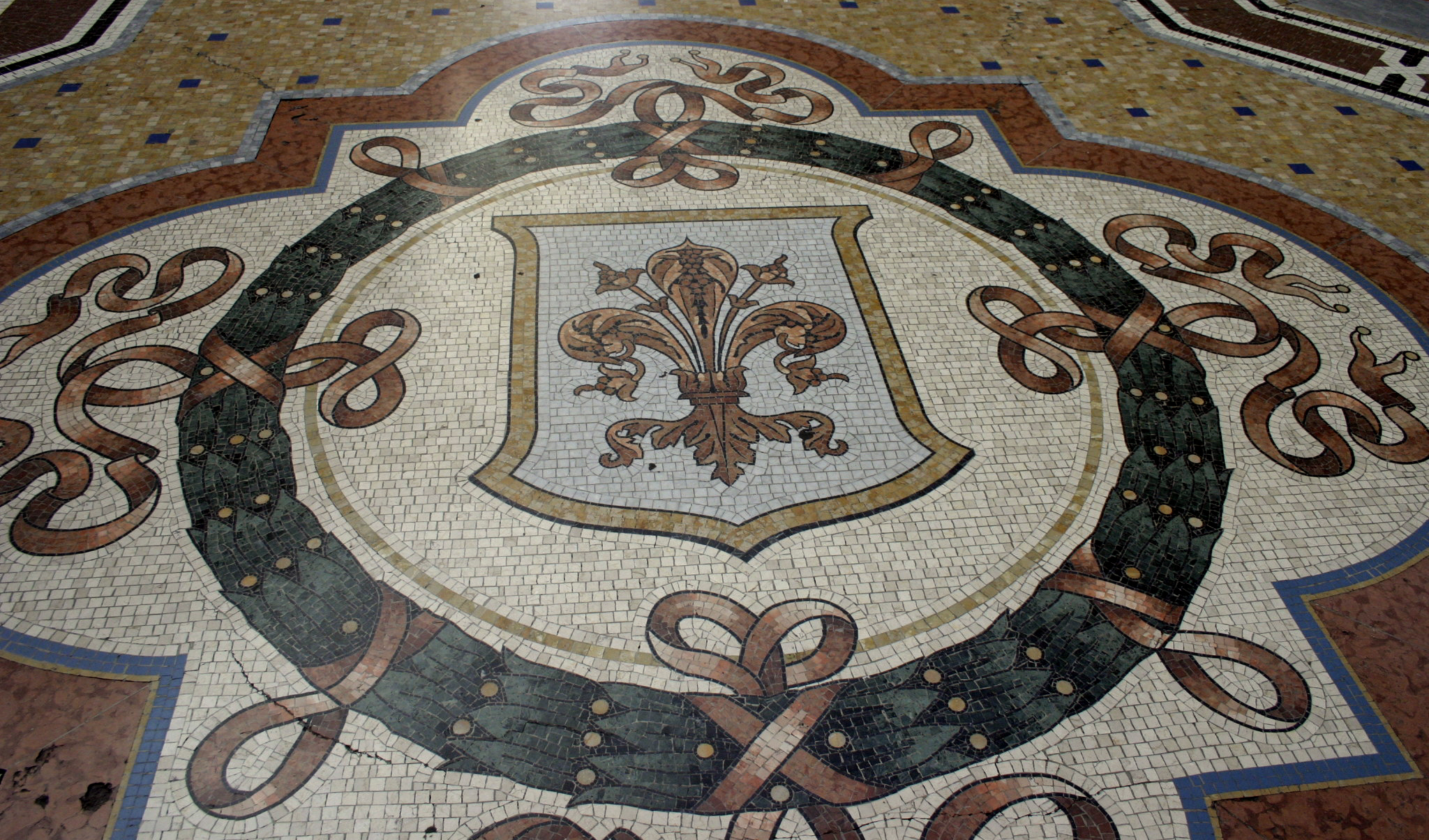
Le lis de Florence de la Galleria Vittorio Emanuele II de Milan (XIXe siècle).
Les armoiries du grand-duché de Toscane de la Famille de Médicis entre 1562 et 1737.

À partir du XIVe siècle ce symbole est représenté sur l’emblème de la famille de Médicis du grand-duché de Toscane (fondée par le duc Cosme Ier de Médicis) et sur les premiers florins d'or durant le règne des Médicis sur la République florentine, le duché de Florence et le grand-duché de Toscane. Les lys passent par la suite sur les armoiries de nombreuses familles italiennes telle que la maison Farnèse avec un ou six lys d'or sur fond d'azur.